# Shirley Reilly
Shirley Reilly (Anchorage, 29 maggio 1985) è un'atleta paralimpica statunitense.
Facente parte delle categorie paralimpiche T53 e T54, è specializzata nelle lunghe distanze e nella maratona. Ha rappresentato gli Stati Uniti ai Giochi paralimpici del 2004, 2008 e 2012 e ha vinto la maratona di Boston 2012 nella categoria femminile di corsa in carrozzina.

## Biografia
Di origine iñupiat, Reilly è nata ad Anchorage, in Alaska. È rimasta paralizzata dalla vita in giù alla nascita, essendo nata prematura di sei settimane. La sua infanzia è stata caratterizzata da frequenti interventi, tra cui un intervento chirurgico intorno al 1997, quando le furono rimossi otto dischi spinali e due costole.

### Carriera sportiva
Si trasferisce in California dove si diploma in una scuola a Los Gatos nel 2003. Reilly ha preso parte a sport competitivi sin dal liceo e si è concentrata sull'atletica leggera. Ha partecipato ai Giochi mondiali IWAS 2002 e ha raggiunto il suo obiettivo di partecipare alle Paralimpiadi estive ai Giochi di Atene 2004.

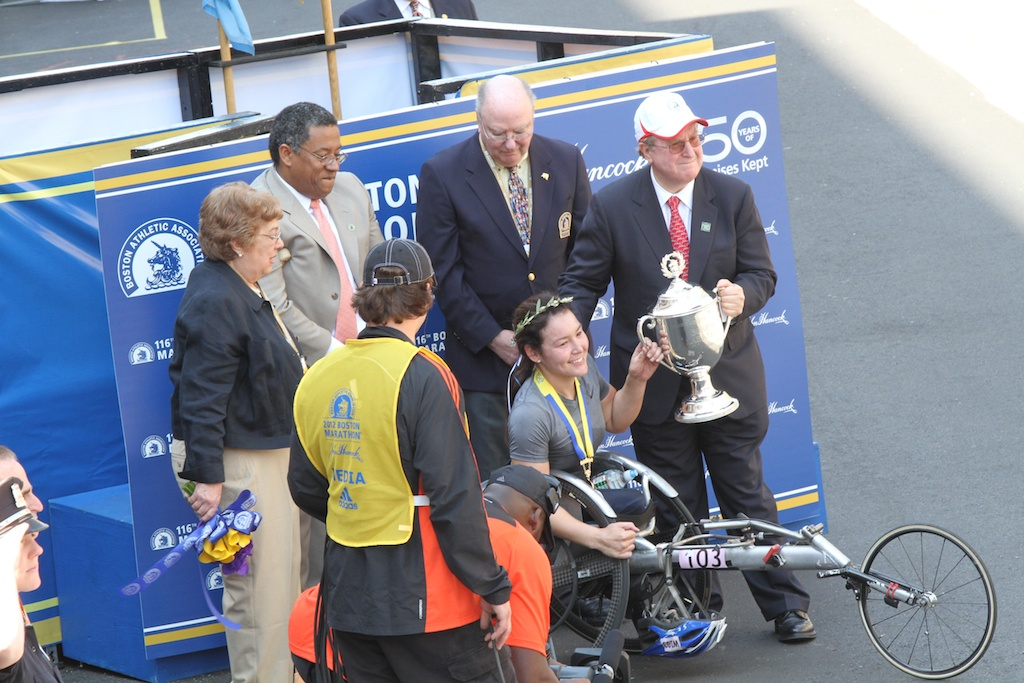
Reilly alla maratona di Boston 2012 con il trofeo della vincitrice

Successivamente Reilly iniziò a muoversi verso eventi stradali, in particolare la maratona. Arrivò seconda nella categoria in carrozzina della maratona di Los Angeles del 2005 ed è tornata l'anno successivo per vincere la gara. È diventata atleta regolare alla Maratona di Boston, arrivando quarta nel 2005, terza nel 2006 e quinta nel 2007. È arrivata quarta nella gara in carozzina al Peachtree 10K nel 2008. Nella sua seconda partecipazione alle Paralimpiadi di Pechino 2008, ha gareggiato nei 1500 metri, 5000 metri e nella maratona (finendo settima in quest'ultimo evento). L'anno seguente è stata seconda alla Gasparilla Distance Classic, e terza sia alla maratona di Boston del 2009 che alla maratona della Nonna. Ha debuttato alla maratona di New York a novembre classificandosi al settimo posto.
È giunta quarta alla maratona di 2010 con un tempo di 1h57'23" e ha segnato il miglior crono personale di 1h41'01" alla corsa del 2011, finendo seconda dietro a Wakako Tsuchida. Reilly ha rappresentato il suo paese ai campionati del mondo di atletica leggera 2011 dove vince la medaglia d'argento nella 4×400 metri. Ha vinto la maratona di Boston 2012, battendo con un margine di un secondo la Tsuchida. Più tardi, nello stesso mese prese parte alla maratona di Londra per la prima volta, ottenendo la quarta piazza alle spalle della canadese Diane Roy. Sempre nel 2012, Shirley Reilly partecipa ai Giochi paralimpici di Londra 2012 dove riesce a vincere le sue prime medaglie paralimpiche: un oro nella maratona, un argento nei 5000 metri e un bronzo nei 1500 metri.

## Palmarès
| Anno | Manifestazione     | Sede   | Evento           | Risultato | Prestazione | Note |
| ---- | ------------------ | ------ | ---------------- | --------- | ----------- | ---- |
| 2012 | Giochi paralimpici | Londra | 1500 m piani T54 | Bronzo    | 3'37"03     |      |
| 2012 | Giochi paralimpici | Londra | 5000 m piani T54 | Argento   | 12'27"91    |      |
| 2012 | Giochi paralimpici | Londra | Maratona T54     | Oro       | 1h46'33"    |      |